# Musulmans de France
Die Union des Organisations Islamiques de France  (Abk. UOIF; dt. „Union islamischer Organisationen in Frankreich“; engl. Union of Islamic Organisations of France) ist eine 1983 gegründete muslimische Organisation in Frankreich. Sie ist Mitglied der islamischen Dachorganisation Föderation Islamischer Organisationen in Europa, eigentlich Federation of Islamic Organisations in Europe (FIOE), die der internationalen Bewegung der Muslimbruderschaft zugerechnet wird. Die UOIF ist Mitglied des Mai 2003 gegründeten französischen islamischen Dachverbandes Conseil français du culte musulman (CFCM). Der Hauptsitz der UOIF liegt in La Courneuve, einer französischen Stadt im Département Seine-Saint-Denis in der nördlichen Banlieue von Paris.
Fouad Alaoui war einer ihrer Präsidenten, später wurde dies Ahmed Jaballah. Der aktuelle Präsident der UOIF ist Amar Lasfar aus Lille.
Fouad Alaoui, Laj Thami Breze und ihr früherer Schatzmeister Boubaker El Hadj Amor zählen zu den Unterzeichnern der Botschaft aus Amman (Amman Message).
Die UOIF steht auf der Terrorliste der Vereinigten Arabischen Emirate (VAR).

Frank Frégosi zufolge, Forscher am CNRS, ist die UOIF zweifellos der Vertreter der Muslimbruderschaft in Frankreich. Sie verkörpere den historischen Kanal dieser Bewegung, auch wenn deren heutige Führer diese peinliche Herkunft vergessen machen wollten: 

„L'UOIF est incontestablement le représentant des Frères musulmans en France. Elle incarne le canal historique de cette mouvance, même si, aujourd'hui, ses dirigeants veulent faire oublier cette filiation embarrassante.“